# Letonia la Jocurile Olimpice
Letonia a participat la Jocurile Olimpice ca țară independentă de la ediția din 1924 de la Paris până la invazia și ocuparea sovietică din 1940, apoi începând cu Jocurile Olimpice de vară din 1992. Codul CIO este LAT.

## Medalii după olimpiadă

### Medalii la Jocurile de vară
| Ediție              | Sportivi                    | Aur                         | Argint                      | Bronz                       | Total                       | Loc                         |
| 1908–1912           | ca parte Imperiului rus     | ca parte Imperiului rus     | ca parte Imperiului rus     | ca parte Imperiului rus     | ca parte Imperiului rus     | ca parte Imperiului rus     |
| Antwerpen 1920      | nu a participat             | nu a participat             | nu a participat             | nu a participat             | nu a participat             | nu a participat             |
| Paris 1924          | 36                          | 0                           | 0                           | 0                           | 0                           | –                           |
| Amsterdam 1928      | 17                          | 0                           | 0                           | 0                           | 0                           | –                           |
| Los Angeles 1932    | 4                           | 0                           | 1                           | 0                           | 1                           | 22                          |
| Berlin 1936         | 17                          | 0                           | 1                           | 1                           | 2                           | 24                          |
| Londra 1948         | nu a participat             | nu a participat             | nu a participat             | nu a participat             | nu a participat             | nu a participat             |
| 1952–1988           | ca membru Uniunii Sovietice | ca membru Uniunii Sovietice | ca membru Uniunii Sovietice | ca membru Uniunii Sovietice | ca membru Uniunii Sovietice | ca membru Uniunii Sovietice |
| Barcelona 1992      | 31                          | 0                           | 2                           | 1                           | 3                           | 40                          |
| Atlanta 1996        | 47                          | 0                           | 1                           | 0                           | 1                           | 61                          |
| Sydney 2000         | 45                          | 1                           | 1                           | 1                           | 3                           | 44                          |
| Atena 2004          | 31                          | 0                           | 4                           | 0                           | 4                           | 58                          |
| Beijing 2008        | 50                          | 1                           | 1                           | 1                           | 3                           | 45                          |
| Londra 2012         | 46                          | 1                           | 0                           | 1                           | 2                           | 49                          |
| Rio de Janeiro 2016 |                             |                             |                             |                             |                             |                             |
| Tokyo 2020          |                             |                             |                             |                             |                             |                             |
| Total               | Total                       | 3                           | 11                          | 5                           | 19                          | 67                          |

### Medalii la Jocurile Olimpice de iarnă
| Ediție                      | Sportivi                    | Aur                         | Argint                      | Bronz                       | Total                       | Loc                         |
| Chamonix 1924               | 1                           | 0                           | 0                           | 0                           | 0                           | –                           |
| St. Moritz 1928             | 2                           | 0                           | 0                           | 0                           | 0                           | –                           |
| Lake Placid 1932            | nu a participat             | nu a participat             | nu a participat             | nu a participat             | nu a participat             | nu a participat             |
| Garmisch-Partenkirchen 1936 | 26                          | 0                           | 0                           | 0                           | 0                           | –                           |
| St. Moritz 1948             | nu a participat             | nu a participat             | nu a participat             | nu a participat             | nu a participat             | nu a participat             |
| 1952–1988                   | ca membru Uniunii Sovietice | ca membru Uniunii Sovietice | ca membru Uniunii Sovietice | ca membru Uniunii Sovietice | ca membru Uniunii Sovietice | ca membru Uniunii Sovietice |
| Albertville 1992            | 23                          | 0                           | 0                           | 0                           | 0                           | –                           |
| Lillehammer 1994            | 27                          | 0                           | 0                           | 0                           | 0                           | –                           |
| Nagano 1998                 | 29                          | 0                           | 0                           | 0                           | 0                           | –                           |
| Salt Lake City 2002         | 47                          | 0                           | 0                           | 0                           | 0                           | –                           |
| Torino 2006                 | 57                          | 0                           | 0                           | 1                           | 1                           | 26                          |
| Vancouver 2010              | 58                          | 0                           | 2                           | 0                           | 2                           | 23                          |
| Soci 2014                   | 58                          | 0                           | 2                           | 2                           | 4                           | 23                          |
| Pyeongchang 2018            |                             |                             |                             |                             |                             |                             |
| Total                       | Total                       | 0                           | 4                           | 3                           | 7                           | 40                          |

## Sportivii cei mai medaliați
| Sportiv          | Sport       | Ediții     | Aur | Argint | Bronz | Total |
| Māris Štrombergs | Ciclism BMX | 2008, 2012 | 2   | 0      | 0     | 2     |
| Igors Vihrovs    | Gimnastică  | 2000       | 1   | 0      | 0     | 1     |